# Nadejda Allilouïeva
Pour les articles homonymes, voir Staline (homonymie).
Nadejda Sergueïevna Allilouïeva (en russe : Надежда Сергеевна Аллилуева), née le 22 septembre 1901 à Bakou, dans l'Empire russe, et morte le 9 novembre 1932 à Moscou, en Union soviétique, est la seconde épouse de Joseph Staline et une personnalité politique russe membre du Parti communiste. 
Fille d'un camarade révolutionnaire de Staline, Nadejda, née à Bakou, dans le Caucase, grandit à Saint-Pétersbourg. Ayant connu Staline dès son plus jeune âge, elle l'épouse en 1919 ; ensemble, ils ont deux enfants. Nadejda a travaillé comme secrétaire pour les dirigeants soviétiques, dont Lénine et son mari, avant de s'inscrire à l'Académie industrielle de Moscou afin d'y étudier les fibres synthétiques et devenir ingénieure. Souffrant de problèmes de santé, elle connaît un mariage tumultueux avec Staline, qu'elle soupçonne d'être infidèle. À plusieurs reprises, elle aurait envisagé de quitter son époux et, après une dispute particulièrement violente avec lui, elle se serait suicidée par balle tôt le matin du 9 novembre 1932. 

## Biographie

### Ascendance
Le père de Nadejda, Sergueï Y. Allilouïev (7 octobre 1866 -  27 juillet 1945), était issu d'une famille paysanne de l'oblast de Voronej, au sud-ouest de la Russie moderne. Ses parents, Yakov T. (1841 - 1907) et Marfa P. Allilouïev  (1841 - 1928), étaient respectivement cocher et servante dans un manoir. En août 1890, Sergueï a déménagé dans le Caucase, où il a travaillé comme électricien au dépôt ferroviaire et s'est familiarisé pour la première fois avec les rudes conditions de travail dans l'Empire russe,. La grand-mère maternelle de Sergueï était une gitane, un fait auquel sa petite-fille, Svetlana, attribuait « les traits méridionaux, quelque peu exotiques » et les « yeux noirs » qui caractérisaient les Allilouïev. Sergueï a rejoint le Parti ouvrier social-démocrate de Russie (POSR) en 1898 et est devenu un membre actif des cercles d'études ouvriers ; c'est grâce à ces réunions qu'il a rencontré Mikhaïl Kalinine, l'un des principaux organisateurs du parti dans le Caucase. Sergueï a été arrêté et exilé en Sibérie, mais, en 1902, il est retourné dans le Caucase. En 1904, il rencontre Joseph Staline, alors connu sous le nom de Iossif Djougachvili, alors qu'il aidait à déplacer une machine d'impression de Bakou à Tiflis.
La mère de Nadejda, Olga E. Fedorenko (1877 - 1951), était la dernière des neufs enfants d'Evgueni Fedorenko et de Magdalena Eicholz. Svetlana Allilouïeva a écrit dans ses mémoires qu'Evgueni avait des ancêtres ukrainiens du côté paternel et que sa mère était géorgienne. Magdalena était, quant à elle, issue d'une famille d'immigrants allemands ; elle parlait couramment allemand et géorgien. Le père d'Olga souhaitait initialement qu'elle épouse l'un des fils de son ami, mais elle a refusé  et a quitté le foyer à 14 ans pour vivre avec Sergueï, qu'elle a retrouvé à Tiflis.

### Jeunesse
Nadejda S. Allilouïeva est née le 22 septembre 1901 à Bakou, dans l'actuel Azerbaïdjan. Cadette d'une fratrie de quatre enfants, elle avait deux frères, Pavel (1894 - 1938) et Fiodor  (1898 - 1955), futurs militaire soviétique et secrétaire personnel de Staline, ainsi qu'une sœur, Anna (1896 - 1964), épouse du tchékiste Stanislav Redens. Nadejda était la filleule d'Avel Enoukidzé, dit « tonton » ou « oncle Abel », un « vieux bolchévik » géorgien et révolutionnaire soviétique associé de Staline. La famille a déménagé à Moscou en 1904, mais est revenue à Bakou en 1906. En 1907, afin éviter une arrestation, la famille a encore une fois déménagé, cette fois à Saint-Pétersbourg, où ils sont restés. La famille aidait souvent à cacher des membres des bolcheviks, un groupe révolutionnaire russe, dont Staline, chez eux. Sergueï Allilouïev travaillait dans une centrale électrique et, en 1911, il a été nommé chef d'un secteur là-bas, permettant ainsi à la famille de s'offrir un style de vie confortable.

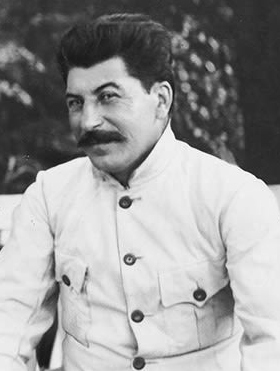
Joseph Staline en 1922.

Selon une légende familiale, en 1903, Staline aurait sauvé Nadia, alors âgée de deux ans, de la noyade ; en effet, le bébé jouait sur un quai et serait tombé à la mer, mais son futur mari l'aurait tiré hors de l'eau.
Imprégnée de l'idée révolutionnaire tout au long de son enfance, Nadia est devenue une partisane du bolchévisme dès l'école. Sa famille a fréquemment hébergé des membres du parti chez eux, cachant notamment Vladimir Lénine pendant les journées de juillet 1917, ce qui a encore renforcé les opinions de la jeune fille. Après que Lénine se soit enfuit de Russie en août 1917, Staline est arrivé. Cela faisaient de nombreuses années que Staline et Nadejda ne s'étaient pas revus, et, pendant le reste de l'été, ils sont devenus proches. Malgré la différence d'âge, une relation a débuté entre eux. Irina Gogoua, une proche des Allilouïev, a rappelé : « Une fois, Sergueï Yakovlevitch [le père de Nadejda] est entré, terriblement nerveux, et a déclaré qu'il [Staline] avait emmené Nadia. Nadia, semble-t-il, n'avait même pas 16 ans. C'était, je crois, après la révolution d'Octobre. Il l'a emmenée au front... ». Le couple s'est marié en février ou mars 1919 ; il n'y a pas eu de cérémonie, car les bolcheviks désapprouvaient l'institution du mariage. Selon sa biographe Olga Trifonova, Nadejda a refusé de prendre le nom de famille de son mari et est restée Allilouïeva tout au long de sa vie. À cette époque, Staline était un veuf de quarante ans et le père d'un fils, Iakov, né en 1907 de son union avec sa première épouse, Ekaterina « Kato » Svanidzé, morte du typhus plus tard cette année-là.
Au moment de son mariage, Nadejda était décrite comme une jeune fille modeste, mais fière et déterminée. De visage ovale, belle mais pas selon les critères communs, elle possédait une apparence méridionale qui la faisait ressembler à une Géorgienne, mais ajoutait quelque chose de gitan à son physique avec « une sorte de langueur orientale, des yeux tristes et de longs doigts secs » selon sa fille Svetlana.

### Activité professionnelle
Les bolchéviques ont pris le pouvoir en Russie en novembre 1917, ce qui conduisit à la guerre civile russe. En 1918, Staline et Nadia se sont installés à Moscou, la nouvelle capitale du pays, où ils ont rejoint d'autres dirigeants bolchéviques. Ils ont emménagé au palais des Menus Plaisirs du Kremlin ; ils occupaient des chambres séparés,. Staline nomma son épouse secrétaire du commissariat du peuple aux nationalités, qu'il dirigeait lui-même, et, en mai, il les emmena, son frère Fiodor et elle, à Tsaritsyne, où les bolcheviks combattaient l'Armée blanche dans le cadre de la guerre civile russe. Nadejda n'y est pas restée longtemps et est retournée à Moscou, bien que l'implication de Staline dans la guerre civile signifiait qu'il revenait rarement à la maison. En 1921, la guerre civile était terminée et un an plus tard, en 1922, l'Union soviétique fut établie, avec Lénine à sa tête. Ne souhaitant pas dépendre de Staline, Nadia changea de poste et rejoignit le secrétariat de Lénine. Cette décision aurait irrité Staline, qui voulait que sa femme quitte son emploi et reste à la maison. Nadejda aimait travailler avec Lénine et son épouse Nadejda K. Kroupskaïa, car ils étaient plus indulgents avec son travail que Staline ; par exemple, Lénine savait qu'elle avait abandonné l'école jeune et lui pardonnait donc facilement ses fautes d'orthographe.

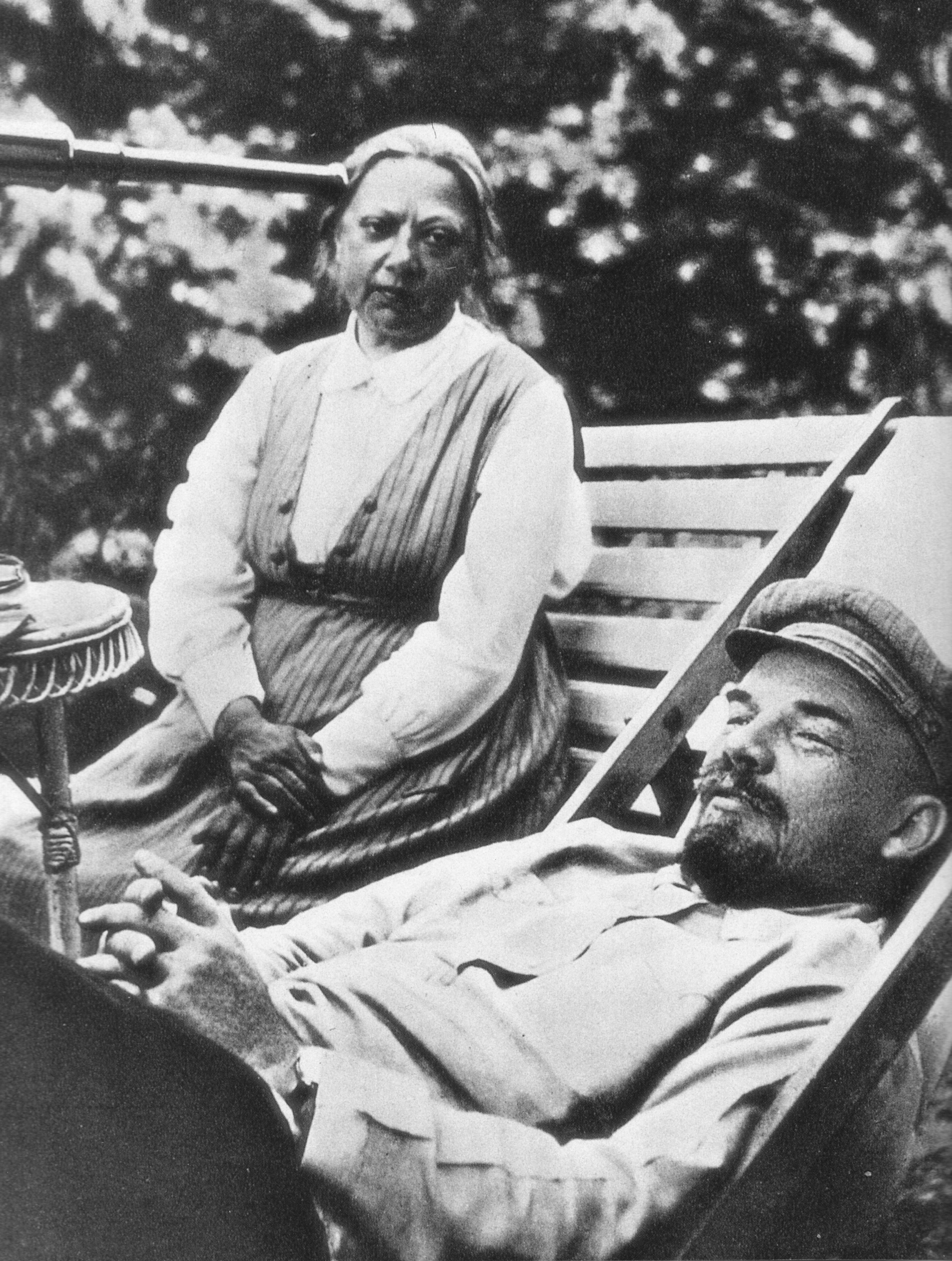
Lénine et sa femme, Nadejda Kroupskaïa, fin août ou début septembre 1922.

Quelques mois après la naissance de son premier enfant, Vassili, en 1921, Nadejda fut exclue du Parti bolchévique. Selon l'historien Oleg Khlevniuk, elle avait du mal à concilier vie familiale, vie professionnelle et travail au sein du Parti, et était considérée comme « un fardeau sans aucun intérêt pour la vie du Parti ». Bien qu'elle ait été réadmise grâce à l'intervention de hauts responsables du Parti, dont Lénine, son statut ne lui fut pleinement rétabli qu'en 1924. Nadia craignait de ne pas être prise au sérieux si elle ne travaillait pas en dehors de la maison. Elle voulait être une spécialiste qualifiée dans n'importe quel rôle qu'elle assumerait. Peu de temps avant la naissance de sa fille Svetlana, elle écrivait à une amie :                                     

« Je regrette vraiment de m'être à nouveau enfermée par de nouveaux liens familiaux. À notre époque, ce n'est pas très facile, car en général il y a beaucoup de nouveaux préjugés, et si tu ne travailles pas, alors, bien sûr, tu es déjà une "bonne femme" [...]. Il faut avoir une spécialité qui te donne la possibilité de ne courir pour personne, comme c'est généralement le cas du travail de "secrétaire", et de faire tout ce qui concerne cette spécialité. »

Après la mort de Lénine en 1924, Nadejda a brièvement travaillé pour Serjo Ordjonikidze, un ami proche de Staline et compagnon bolchévique, puis a fait de l'Agitprop à l'Institut agraire international en tant qu'assistante.
À la mort de Lénine, Staline lui succéda finalement à la tête de l'Union soviétique. Lassée de son travail et insatisfaite de son rôle de « Première  dame », Nadia chercha une autre occupation. Intéressée par l'éducation et désireuse de s'impliquer davantage dans le parti, elle s'inscrivit en 1929 à l'Académie industrielle pour étudier l'ingénierie et les fibres synthétiques, une nouvelle technologie à l'époque, et devint plus active dans les réunions locales du parti,. Comme c'était la coutume de l'époque, Nadia s'enregistra sous son nom de jeune fille, ce qui lui permit également de garder un profil bas ; on ne sait pas si ses associés savaient qui elle était, bien qu'il soit probable qu'au moins le chef local du parti, Nikita Khrouchtchev, la connaissait.  Nadejda prenait fréquemment le tramway du Kremlin à l'académie en compagnie de Dora Khazan, l'épouse d'Andreï Andreïev, un dirigeant bolchevique et proche de Staline. À l'académie, elle interagissait avec des étudiants de toute l'Union soviétique. Certains ont émis l'hypothèse que Nadejda avait pris connaissance des problèmes auxquels la population était confrontée du fait de la collectivisation de l'agriculture, notamment de la famine en Russie, et qu'elle en avait discuté avec Staline,. Khlevniuk conclut cependant qu'« il n'existe absolument aucune preuve tangible qu'[Allilouïeva] se soit opposée à la politique de son mari … Ses lettres donnent l'impression qu'elle, comme le reste de l'élite bolchevique, était complètement isolée des souffrances de dizaines de millions de personnes hors des murs du Kremlin. » 

### Vie privée et familiale

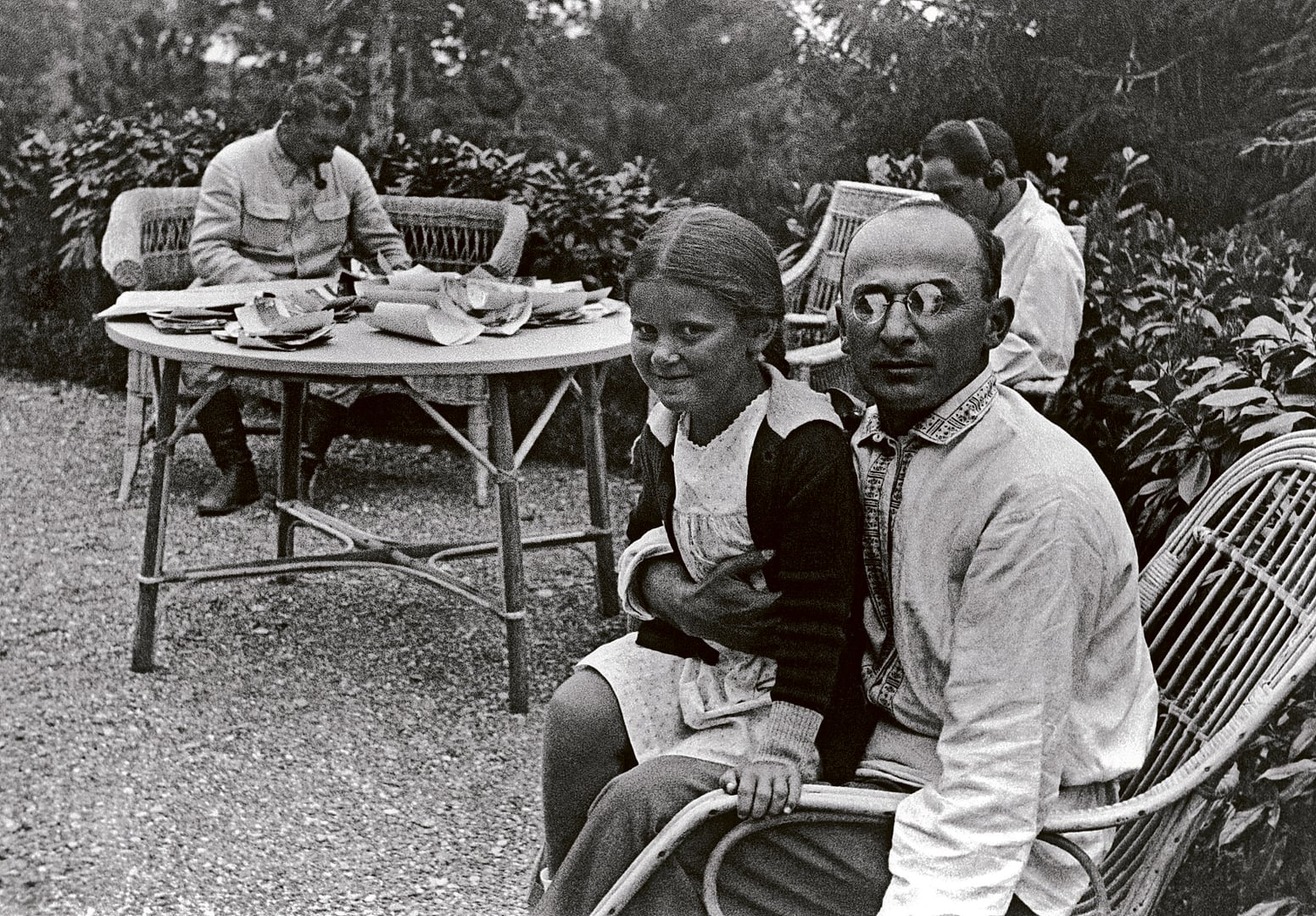
Svetlana (fille de Nadia et Staline) sur les genoux de Lavrenti Beria, avec Staline au second plan, le 25 septembre 1931.

Nadejda a donné naissance à son premier enfant, Vassili, en mars 1921. L'historien britannique Simon Sebag Montefiore a noté qu'elle s'est rendue à l'hôpital pour accoucher à pieds, dans une démonstration « d'austérité bolchévique ». Un deuxième enfant, Svetlana, est née en février 1926. En 1921, la famille a également accueilli le premier fils de Staline, Iakov Djougachvili, qui vivait auparavant à Tiflis avec sa famille maternelle. Nadejda n'avait que six ans de plus que son beau-fils, avec qui elle a développé une relation amicale. À peu près à la même époque, la famille a également adopté Artyom F. Sergueïev, le fils de Fiodor Sergueïev, un ami proche de Staline. Fiodor est décédé dans un accident quatre mois après la naissance d'Artyom dans un accident, et, bien que la mère du garçon soit toujours en vie, ce dernier a été élevé dans au sein du foyer de Staline,.
N'appréciant guère son travail de femme au foyer et désirant poursuivre une carrière professionnelle, Nadia ne passait pas beaucoup de temps avec ses enfants et engageait plutôt une nourrice, Alexandra Bychokova, pour les surveiller. Cependant, lorsqu'elle s'occupait de ses enfants, elle était très exigeante, voire stricte. Sa fille Svetlana a évoqué ses parents comme suit : « Elle [Nadejda] me caressait rarement alors que mon père [Staline] me prenait toujours dans ses bras, il aimait me faire de gros bisous bruyants, me dire des mots gentils [...]. Une fois, j'ai découpé une nappe neuve avec des ciseaux. Mon Dieu, ma mère m'a mis une de ces tapes sur les mains, ce que ça faisait mal ! J'ai tellement pleuré que mon père est venu, m'a prise dans ses bras, m'a réconfortée, m'a embrassée et m'a un peu rassurée… ! ». Svetlana se souvient également que la seule personne que Staline craignait était sa femme. Néanmoins, Nadia était une mère attentionnée et elle se préoccupait sincèrement de l'avenir de ses enfants ; elle s'assurait qu'ils reçoivent une bonne éducation.
En semaine, la famille logeait dans son appartement au Kremlin, où Nadejda menait un mode de vie simple et contrôlait les dépenses familiales. Le week-end, ils se rendaient dans leur datcha en périphérie de Moscou. Les frères et sœurs de Nadia et leurs familles vivaient à proximité, et ils se réunissaient fréquemment à ces occasions. Durant l'été, Staline passait passait ses vacances au bord de la mer Noire, près de Sotchi ou en Abkhazie, et était fréquemment rejoint par son épouse, bien qu'en 1929, Nadia n'y passât que quelques jours avant de retourner à Moscou pour ses études. Bien que séparés, ils s'écrivaient régulièrement. Dans sa correspondance, Staline appelle sa femme « Tatka », s'intéressait à ses études, ses enfants et terminait chaque lettre par « je t'embrasse ». Aussi, lui envoyait des photographies de vacances et des citrons, qu’il prenait plaisir à cultiver. De son côté, Nadia interrogeait soigneusement son mari sur sa santé et ses affaires.

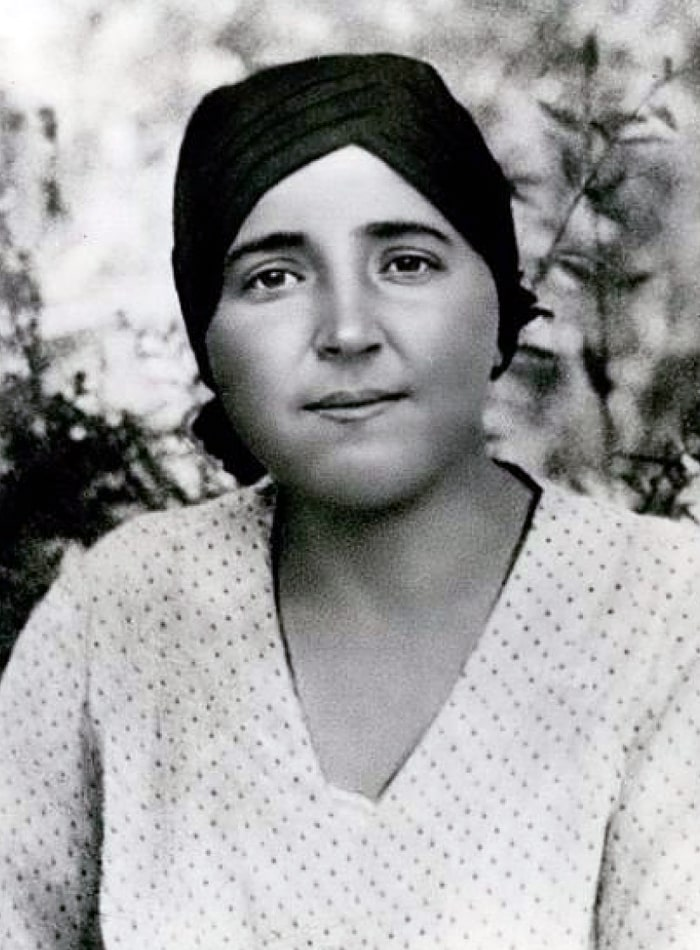
Nadejda en vacances à Sotchi, le 17 août 1922.

Cependant, selon Polina Jemtchoujina, une amie proche de Nadejda, leur mariage était tendu et les deux se disputaient fréquemment. Notoirement jalouse, Nadia suspectait Staline d'être infidèle,. « Il n'y a pas de nouvelles de toi […]. Probablement, tu es absorbé par ton voyage […]. J'ai entendu dire à ton sujet de la part d'une jeune femme intéressante que tu as bel aspect […], que tu débordais de gaîté et que tu chahutais tout le monde […], j’en suis très heureuse », écrivait-elle à son mari dans l'une de ses lettres. Selon Boris Bazhanov, ancien secrétaire de Staline, « les femmes ne l'intéressaient pas. Sa propre femme lui suffisait, et il ne lui prêtait guère attention. ». Karl Pauker, alors chef de la sécurité personnelle de Staline, assista malgré lui à leurs querelles. « Elle [Nadejda] est comme un silex », disait Pauker, « [Staline] est très brutal avec elle, mais même lui a parfois peur d'elle. Surtout quand son sourire disparaît ». Vers la fin, les tensions augmentaient. Même si leurs difficultés conjugales existaient déjà avant, la connaissance que Nadia avait de l’état du pays jetait de l’huile sur le feu : en une occasion, elle jeta à la figure de son mari : « Tu es un bourreau, voilà ce que tu es ! Tu tourmentes ton propre fils, ta femme, le peuple russe tout entier ». Staline confia à Khrouchtchev qu’il lui arrivait de s’enfermer dans une pièce pendant que Nadejda hurlait et tambourinait à la porte : « Tu es un homme impossible. Il est impossible de vivre avec toi ! ». À plusieurs reprises, Nadia aurait envisagé de quitter Staline et d'emmener ses enfants avec elle. En 1926, elle partit pour une courte période s'installer à Leningrad. Staline la rappela et elle revint vivre avec lui. Son neveu Alexandre Allilouïev affirma plus tard que, peu avant sa mort, Nadia envisageait à nouveau de quitter Staline, mais rien ne permet de confirmer cette affirmation.
Outre ses problèmes conjugaux, les dernières années de Nadejda ont été assombries par de nombreux soucis de santé. D’après son dossier médical, conservé par Staline après sa mort, elle était atteinte d’une maladie psychiatrique, une schizophrénie d’après sa fille, de problèmes gynécologiques depuis un avortement en 1926, et d’une malformation cardiaque. À cela venaient s’ajouter fatigue chronique, angines à répétition et arthrite. Peu avant son suicide, elle affirma « en avoir plus qu’assez de tout […], même des enfants », signe d’une forte dépression que les tensions liées à la collectivisation n’arrangeait certainement pas. Elle se vit prescrire de la caféine, que Staline soupçonna, à juste titre, d’aggraver son état mental.

### Circonstances de sa mort
En novembre 1932, Nadia n'était qu'à quelques semaines de finir ses études à l'académie. Pour commémorer le quinzième anniversaire de la révolution d'Octobre, elle a défilé aux côtés de ses compatriotes au cours de la parade du 7 novembre, tandis que Staline et les enfants la regardaient du haut du mausolée de Lénine, sur la place Rouge. Une fois le défilé terminé, Nadejda s'est plainte d'un mal de tête, alors les enfants sont allés à leur datcha à l'extérieur de la ville, tandis qu'elle retournait à leur résidence au Kremlin.

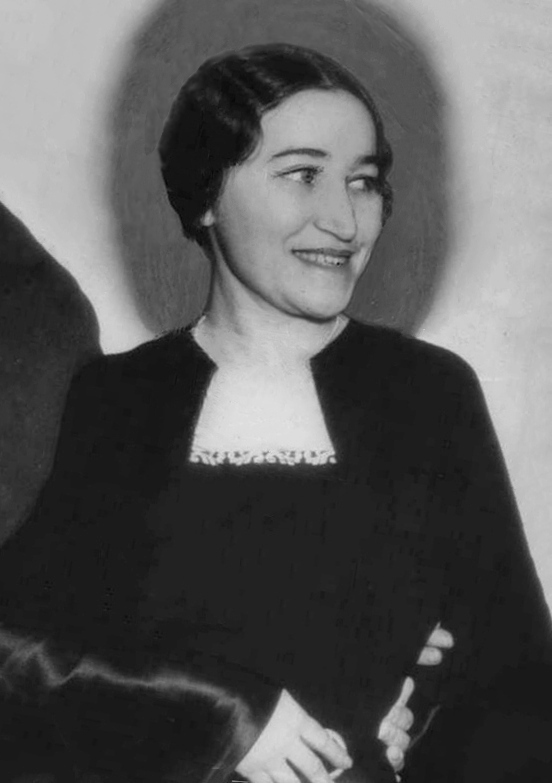
Polina Jemtchoujina, amie et dernière personne à voir parlé à Nadia Allilouïeva. Photo de 1936.

Le lendemain soir, Nadia et Staline ont assisté à un dîner organisé au Kremlin, dans l'appartement de Kliment Vorochilov, un ami proche de Staline et membre du Politburo, pour commémorer la Révolution. Bien qu'elle ait préféré s'habiller modestement dans un style plus conforme à l'idéologie bolchevique, Nadejda s'est apprêtée pour l'occasion. Les convives ont beaucoup bu pendant le dîner, auquel ont assisté plusieurs bolcheviks de haut rang et leurs épouses, et Nadejda et Staline ont commencé à se disputer, ce qui n'était pas inhabituel lors de ces réunions. Durant l'évènement, Staline a flirté avec une jeune convive, Galina, l'épouse d'Aleksandr Iegorov, ce qui a rendu Nadejda folle de jalousie. Elle a tout fait pour provoquer son mari, comme danser avec son parrain Avel  Enoukidzé, séducteur notoire de ballerines mineures, et ainsi attirer son attention sur elle mais rien ne se passât et Staline resta indifférent, ce qui a exaspéré Nadejda. Plus tard durant ce même repas, les choses auraient empiré entre eux lorsque Staline aurait proposé de porter un toast pour fêter l'anéantissement des « ennemis de l'État », mais que Nadedja a refusé par provocation de lever son verre. Son mari la bombarda alors de cigarettes et de pelures d’orange pour obtenir une réaction, sans succès. « Eh toi ! Bois un coup ! » lui aurait lancé Staline par colère. « Mon nom n'est pas Eh toi ! » aurait répondu Nadejda. Sur ce, elle s'est retirée, suivie de Polina Molotova. Après avoir discuté avec son amie des flirts insupportables de Staline et s’être vu faire la morale sur son manque d’esprit de parti (en) — en l’espèce de solidarité avec son époux —, elle a finit par se calmer et par rentrer seule dans sa chambre.
Elle a ensuite écrit une lettre à Staline, « une terrible lettre » selon sa fille Svetlana, puis est partie s'étendre sur son lit.
Les évènements qui ont suivi ne sont pas très clairs, mais tôt le matin du 9 novembre, Nadia, seule dans sa chambre, s'est tirée une balle dans le cœur, se tuant sur le coup. Sa femme de chambre est rentrée la première dans la pièce le lendemain et a découvert sa maîtresse dans une mare de sang, un pistolet Mauser offert par son frère Pavel à sa demande auprès d’elle. Effrayée, elle n'a pas réveillé Staline dormant à quelques mètres de là, mais a contacté les proches présents à la célébration de la nuit précédente, mais ces derniers ne savaient pas non plus comment annoncer la nouvelle au Vojd. Finalement, Staline est entré lui-même dans la chambre et un de ses camarades, sûrement Grigory Ordjonikidze lui a dit : « Iossif, Nadejda Sergueïevna nous a quittés. Iossif, Iossif, Nadia est morte ! ».

### Enterrement
Staline et les autres dirigeants ont décidé qu'il serait inapproprié de dire que Nadejda s'était suicidée. Afin d’éviter que son suicide puisse être vu comme une protestation politique envers son mari, on annonça au peuple qu'elle avait succombé à une appendicite,. L'annonce fut une surprise pour beaucoup en Union soviétique, notamment parce que c'était la première fois que Staline admettait publiquement avoir été marié,. Ses enfants n'ont pas non plus été informés de la véritable cause de son décès. Pour empêcher la divulgation de la véritable nature de la mort de Nadia, le personnel qui travaillait au Kremlin à l'époque fut soit licencié soit arrêté, bien que les efforts pour dissimuler cette information se soient poursuivis pendant plusieurs années après.  

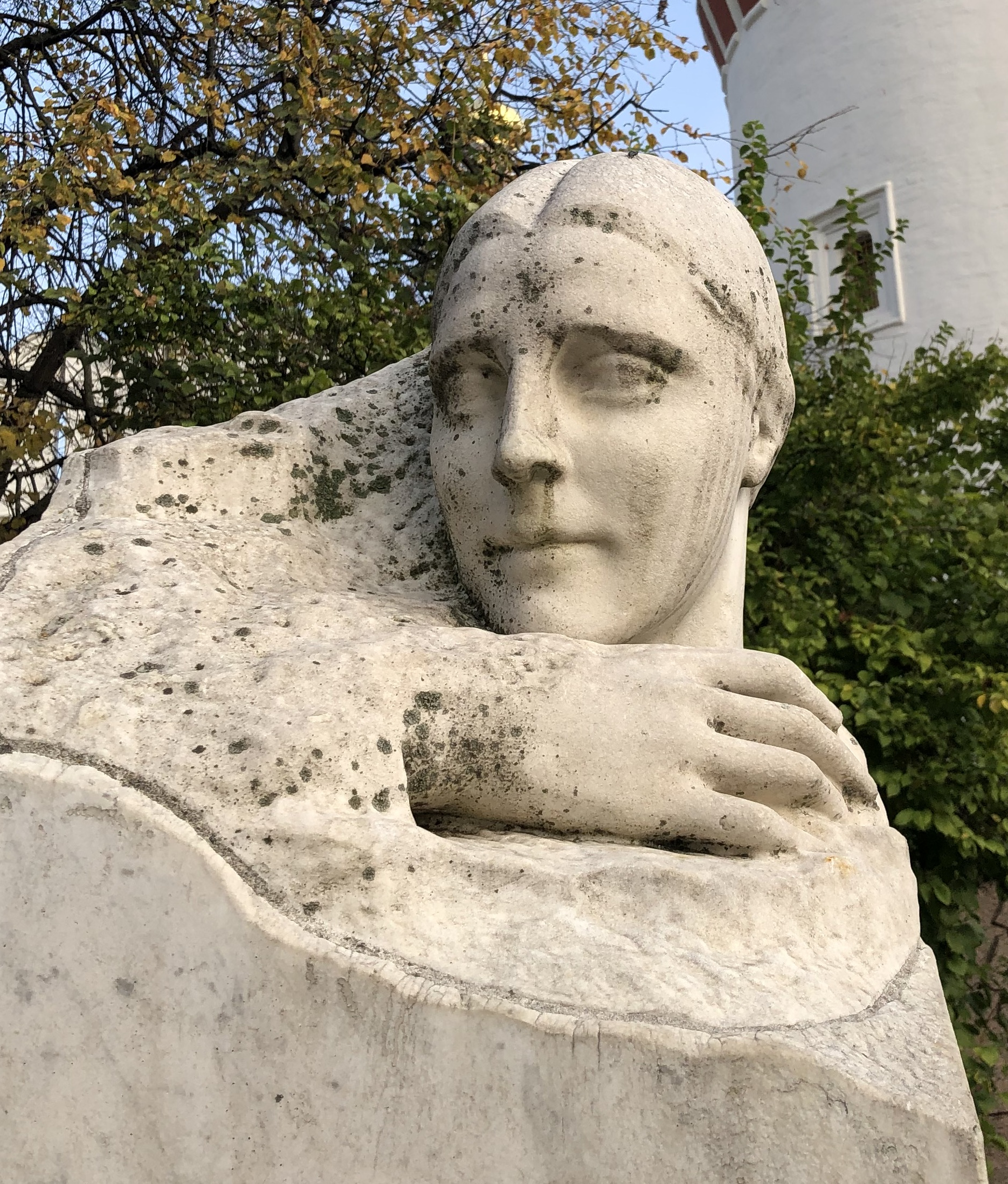
Tombe de Nadejda, dans le cimetière de Novodievitchi.

Le corps de Nadejda, dans un cercueil ouvert, fut déposé à l'étage supérieur du grand magasin Goum, face à la place Rouge et au Kremlin. Des représentants du gouvernement et du parti vinrent lui rendre visite, mais le public n'y fut pas autorisé. Les funérailles eurent lieu le 12 novembre 1931, en présence de Vassili et Staline,. Incapable de parler, ce dernier a confié son oraison funèbre à Lazare Kaganovitch. Staline participa ensuite au cortège funèbre jusqu'au cimetière, ce qui impliquait une marche de 6 kilomètres (3,7 miles) du Goum au cimetière de Novodievitchi, bien qu'il ne soit pas certain qu'il ait parcouru l'intégralité du trajet à pied,. Dans ses mémoires, Svetlana affirma que Staline ne s'était plus jamais rendu sur la tombe.
Selon des contemporains, Staline aurait été choqué par le suicide sa feme, disant que lui-même ne voulait plus vivre. Deux ans et demi plus tard, il a dit à ses proches : « Elle a très mal agi, elle m'a mutilé […], elle m'a mutilé à vie ». Svetlana a écrit que Staline éprouvait une grande colère contre sa femme ; il considérait ce suicide comme une trahison et, pendant le service religieux, il aurait éloigné le cercueil de lui.
Viatcheslav Molotov, commissaire du peuple aux Affaires étrangères, a ensuite démenti cela et affirmé que Staline s’en voulait pour la mort de sa femme : « Staline s'est approché du cercueil au moment des adieux avant les funérailles, les larmes aux yeux. Et il a dit avec une grande tristesse : "Je n’ai pas réussi à la retenir". Je l'ai entendu et je m'en suis souvenu : "Je n’ai pas réussi à la retenir" ». Molotov a également déclaré que c'était la première et la dernière fois qu'il avait vu Staline pleurer.

### Postérité
L'historien Gennady Kostyrchenko affirma que le suicide de Nadejda a eu un fort impact négatif sur la psyché de son époux. Selon le neveu de Staline, le suicide de Nadia « changea le cours de l'histoire, il rendit la Terreur inévitable ».
La mort de Nadejda eut également un profond impact sur ses enfants et sa famille. Après la mort de sa fille, Sergueï Allilouïev s'est refermé sur lui-même et est devenu très solitaire. Il a écrit des mémoires, qui ont été publiées en 1946 après avoir été sérieusement censurées. Il est décédé d'un cancer de l'estomac en juillet 1945. La mère de Nadejda, Olga, a vécu jusqu'en 1951 et est décédée d'une crise cardiaque.

Vassili, fils de Nadia et Staline, en 1943.

Vassili Djougachvili, le fils unique de Nadia et Staline, souffrit beaucoup de la disparition de sa mère, dont il ne se remit jamais. Bien que Nadejda ne jouât pas un grand rôle dans l'éducation de ses enfants, elle s'intéressait néanmoins à leur bien-être. Après sa mort, Staline chérit Svetlana, mais négligea Vassili, qui le décevait. Pris en charge par des tchékistes et des gardes du corps flagorneurs, il deviendra un jeune homme arrogant, dissolu, brutal et alcoolique, bien que conservant un bon fond. Pendant la Grande Guerre patriotique, il s'élève dans les rangs des Forces aériennes soviétiques, où son père l'avait poussé à s'engager. Le 28 avril 1953, il est arrêté, à la suite de la mort de son père, sur ordre de de Beria. Assigné à résidence à Kazan, Vassili meurt officiellement d'alcoolisme le 19 mars 1962 à l'âge de quarante ans ; ce point est cependant parfois débattu. Marié à quatre reprises, il laisse derrière lui deux fils et deux filles, sans compter les enfants adoptés issus des mariages précédents de ses épouses,,.
La fille de Nadejda et Staline, Svetlana, n'apprit la vérité sur le suicide de sa mère qu'en 1942, en lisant un article de journal en anglais. Cette révélation la choqua et bouleversa sa relation avec son père, qui lui avait volontairement dissimulé la vérité pendant une décennie. Elle prit ses distances avec Staline et, en 1957, changea son nom de naissance, Djougachvili, pour celui de sa mère. Svetlana a fui l'URSS pour les États-Unis en avril 1967 et est décédée d'un cancer dans le Wisconsin en 2011. Elle s'est mariée quatre fois et a eu trois enfants, un fils et deux filles. En 1968, elle a fait sensation dans le monde entier en publiant son autobiographie, Vingt lettres à un ami, ce dernier lui ayant rapporté, selon les estimations, environ 2 500 000 dollars,.
Plusieurs proches de Nadejda furent arrêtés ou emprisonnés en 1940 au cours des Grandes Purges ; ce fut par exemple le cas du mari de sa sœur Anna, Stanislav Redens, tchékiste, fusillé en janvier de la même année.

### Dans la culture populaire
Elle est interprétée par Julia Ormond dans le film Staline de 1992.